# برنی-ریویر
برنی-ریویر (به فرانسوی: Berny-Rivière) یک کمون در فرانسه است که در انه واقع شده‌است.

## خصوصیات
برنی-ریویر ۷٫۸۷ کیلومترمربع مساحت و ۶۳۱ نفر جمعیت دارد و ۴۹ متر بالاتر از سطح دریا واقع شده‌است.